# John Morris, Baron Morris of Aberavon

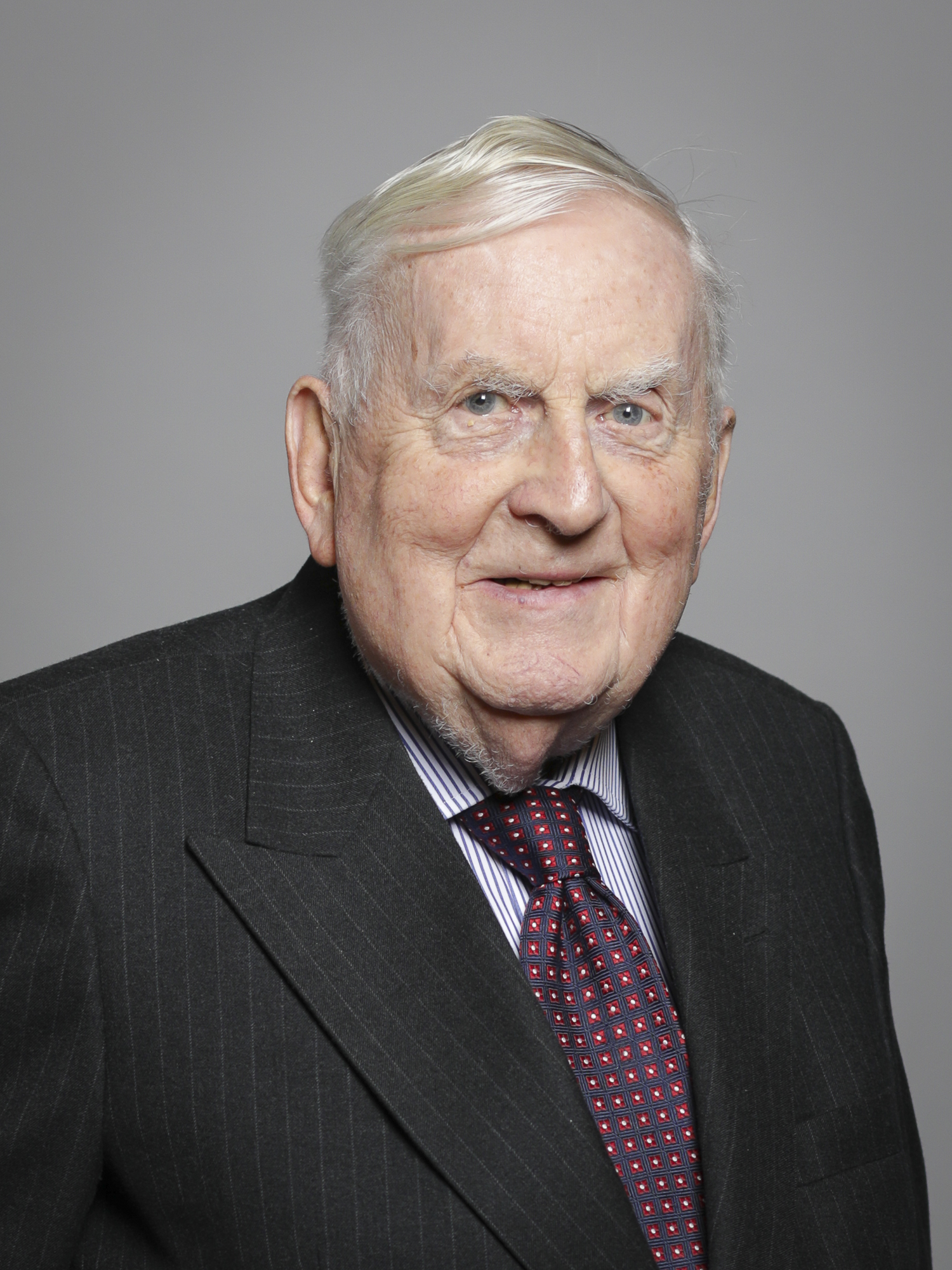
John Morris, Baron Morris (2019)

John Morris, Baron Morris of Aberavon KG PC QC (* 5. November 1931 in Capel Bangor, Aberystwyth, Ceredigion, Wales; † 5. Juni 2023) war ein britischer Jurist und Politiker der Labour Party, der fast 42 Jahre lang den Wahlkreis Aberavon als Abgeordneter im House of Commons vertrat und sowohl Minister für Wales als auch Generalstaatsanwalt (Attorney General) für England und Wales sowie Nordirland war.

## Leben

### Rechtsanwalt und Unterhausabgeordneter
Nach dem Besuch der Ardwyn School studierte Morris Rechtswissenschaften an der Aberystwyth University sowie dem Gonville and Caius College der University of Cambridge und war nach Abschluss des Studiums sowie der anwaltlichen Zulassung bei der Anwaltskammer (Inns of Court) von Gray’s Inn 1954 als Barrister tätig.
Bei den Unterhauswahlen vom 8. Oktober 1959 wurde Morris als Kandidat der Labour Party erstmals zum Mitglied des House of Commons gewählt und vertrat dort bis zum 7. Juni 2001 fast 42 Jahre lang den Wahlkreis Aberavon. Während seiner langjährigen Parlamentszugehörigkeit war er zwischen 1963 und 1964 Mitglied der britischen Delegation bei der Parlamentarischen Versammlung des Europarates sowie der Beratenden Versammlung der Westeuropäischen Union (WEU).
Anschließend übernahm er sein erstes Regierungsamt als „Juniorminister“ nachdem er zum Parlamentarischen Sekretär im Energieministerium ernannt wurde, ehe er zwischen 1966 und 1968 Parlamentarischer Sekretär im Verkehrsministerium war. Während dieser Zeit war er zeitgleich von 1966 bis 1967 Vorsitzender einer Kommission zur Überprüfung der British Railways sowie anschließend von 1967 bis 1968 eines Beirates zur Sicherheit auf den Nationalstraßen. 1968 wurde er zum Staatsminister im Verteidigungsministerium ernannt und war dort bis zum Ende der Amtszeit von Premierminister Harold Wilson 1970 für die Ausrüstung der Streitkräfte verantwortlich. Zugleich war er 1970 Mitglied der britischen Delegation bei der Nordatlantischen Versammlung, der interparlamentarischen Vertretung der NATO-Mitgliedstaaten. 1973 wurde er zum Kronanwalt ernannt.

### Minister für Wales und Generalstaatsanwalt
Nach dem Wahlsieg der Labour Party bei den Unterhauswahlen im Februar 1974 und dem Beginn der zweiten Amtszeit von Premierminister Wilson wurde Morris am 5. März 1974 zum Minister für Wales (Secretary of State for Wales) ernannt und bekleidete dieses Amt auch im Kabinett von Wilsons Nachfolger James Callaghan bis zum 5. Mai 1979.
Im Anschluss wurde er nach der Wahlniederlage seiner Partei gegen die Conservative Party bei den Unterhauswahlen 1979, die zum Beginn der Amtszeit von Premierministerin Margaret Thatcher führten, in das Schattenkabinett seiner Partei berufen und war dort zwischen 1979 und 1981 sowie erneut von 1983 bis 1997 „Schatten-Generalstaatsanwalt“ sowie Hauptsprecher der Oppositionsfraktion. Zwischenzeitlich war er von 1982 bis 1983 erneut Mitglied der Parlamentarischen Versammlung des Europarates sowie der beratenden Versammlung der WEU.
Nach dem Wahlsieg der Labour Party bei den Unterhauswahlen vom 1. Mai 1997 wurde er von Premierminister Tony Blair zum Generalstaatsanwalt für England und Wales sowie zum Generalstaatsanwalt für Nordirland berufen und bekleidete diese Ämter bis zu seiner Ablösung durch Gareth Wyn Williams am 29. Juli 1999. In dieser Funktion gehörte er 1997 zu den Mitgliedern eines Komitees zur Einsetzung der von Lord Nolan geleiteten Kommission zur Untersuchung des sexuellen Missbrauchs an Kindern in Einrichtungen der römisch-katholischen Kirche. 2001 schloss die Kommission ihre Untersuchungen mit der Veröffentlichung des sogenannten Nolan Report ab, durch den es zur Einrichtung des Katholischen Büros zum Schutz von Kindern und ungeschützten Erwachsenen (Catholic Office for the Protection of Children and Vulnerable Adults) durch die katholische Kirche in England und Wales kam.

### Mitglied des Oberhauses
Nach seinem Ausscheiden aus dem Unterhaus am 7. Juni 2001 wurde Morris als Life Peer mit dem Titel Baron Morris of Aberavon, of Aberavon in the County of West Glamorgan and of Ceredigion in the County of Dyfed, in den Adelsstand erhoben und gehörte dem House of Lords als Mitglied an.
In den folgenden Jahren war er von 2002 bis 2006 Lord Lieutenant des Preserved County Dyfed sowie von 2002 bis 2009 Mitglied des Beratungskomitees des Premierministers bei geschäftlichen Terminen.
Morris, der seit 2002 auch Kanzler der University of Glamorgan war, wurde 2003 als Knight Companion in den Hosenbandorden aufgenommen, einen der exklusivsten Orden des Vereinigten Königreichs und einen der angesehensten Europas. 2011 war er außerdem Mitglied des Exekutivkomitees der britische Gruppe bei der Interparlamentarischen Union (IPU).
Am 5. Juni 2023 starb John Morris im Alter von 91 Jahren.